# Кладостефус кільчастий
Кладостефус кільчастий (Cladostephus verticillatus) — вид бурих водоростей родини Кладостефові (Cladostephaceae). Можливо є підвидом Cladostephus spongiosus (Cladostephus spongiosus f. verticillatus).

## Поширення
Поширений на атлантичному узбережжі Європи; у Середземному морі; австралійському узбережжі Індійського океану; американському, австралійському, новозеландському узбережжі Тихого океану. В Україні зустрічається біля узбережжя Криму та Одеської області.

## Опис
Слань заввишки до 10 см у вигляді кущиків, що складаються з грубих полісифонних, рясно-гіллястих ниток, густо вкритих короткими гілочками.
Короткі гілочки, які мають довжину 1-3 мм і діаметр 30-55 мкм, до основи звужені, прості, іноді вгорі вилчасті або засаджені по боках декількома короткими відростками, віддаленими, прямими або вигнутими.
Мутовки — з короткими гілочками, дуже зближені, майже рівномірно покривають всю слань. Одноклітинні і багатоклітинні спорангії розвиваються з усіх боків мутовчастих гілочок, часто розташовані на одній ніжці групами.

## Екологія
Багаторічний вид, що зустрічається на субліторалі, зрідка як епіфіт на водорості цистозейра.

## Охорона
Вид занесений до Червоної книги України зі статусом «Рідкісний». Охороняється в Чорноморському біосферному заповіднику, Опуцькому заповіднику, заповіднику «Мис Мартьян», ландшафтному заказнику «Мис Айя», прибережних аквальних комплексах біля Джангульського зсувного узбережжя, мису Атлеш, скелі Діва та гори Кішка, мисів Ай-Тодор та Плака.
Кладостефус кільчастий також занесений до Червоної книги Чорного моря.